# Pachrophylla fasciata
Pachrophylla fasciata är en fjärilsart som beskrevs av Butler 1882. Pachrophylla fasciata ingår i släktet Pachrophylla och familjen mätare. Inga underarter finns listade i Catalogue of Life.